# غابرييل ميلر
غابرييل ميلر (بالإنجليزية: Gabrielle Miller)‏ مواليد 9 نوفمبر 1973 في فانكوفر، كولومبيا البريطانية، كندا، هي ممثلة كندية.

## وصلات خارجية
- غابرييل ميلر على موقع IMDb (الإنجليزية)
- غابرييل ميلر على موقع ألو سيني (الفرنسية)
- غابرييل ميلر على موقع أول موفي (الإنجليزية)
- غابرييل ميلر على موقع قاعدة بيانات الفيلم (الإنجليزية)
- غابرييل ميلر على موقع كينوبويسك (الروسية)

- الموقع الإلكتروني